# UFC 175
UFC 175: Weidman vs. Machida（ユーエフシー・ワンセブンティファイブ：ワイドマン・バーサス・マチダ）は、アメリカ合衆国の総合格闘技団体「UFC」の大会の一つ。2014年7月5日、ネバダ州ラスベガスのマンダレイ・ベイ・イベント・センターで開催された。

## 大会概要
「UFCインターナショナル・ファイトウィーク」の初日として開催された本大会ではUFC世界ミドル級タイトルマッチとUFC世界女子バンタム級タイトルマッチが組まれた。
Legacy FCミドル級王者ババ・ブッシュがUFCデビュー。

### カード変更
負傷などによるカードの変更は以下の通り。
- サンチアゴ・ポンジニッビオ → ケニー・ロバートソン（第5試合）

- ダン・ヘンダーソン vs. ダニエル・コーミエ → UFC 173に移動

- チェール・ソネン vs. ヴァンダレイ・シウバ → シウバの薬物検査失格により中止

- ビクトー・ベウフォート vs. チェール・ソネン → ソネンの薬物検査失格により中止

## 試合結果

### アーリープレリム
第1試合 ミドル級ワンマッチ 5分3R
○  ケビン・ケーシー vs.  ババ・ブッシュ ×
1R 1:01 KO（グラウンドの肘打ち）
※ケーシーの薬物検査失格によりノーコンテスト。
第2試合 ミドル級ワンマッチ 5分3R
○  ルーク・ザフリッチ vs.  ギリェルメ・ヴァスコンセロス ×
3R終了 判定3-0（30-27、30-27、29-28）

### プレリミナリーカード
第3試合 バンタム級ワンマッチ 5分3R
○  ロブ・フォント vs.  ジョージ・ループ ×
1R 2:19 KO（右ストレート）
第4試合 ミドル級ワンマッチ 5分3R
○  ブルーノ・サントス vs.  クリス・カモージー ×
3R終了 判定2-1（29-28、28-29、29-28）
第5試合 ウェルター級ワンマッチ 5分3R
○  ケニー・ロバートソン vs.  イルデマール・アルカンタラ ×
3R終了 判定3-0（30-26、30-26、30-26）
第6試合 バンタム級ワンマッチ 5分3R
○  ユライア・フェイバー vs.  アレックス・カセレス ×
3R 1:09 リアネイキドチョーク

### メインカード
第7試合 バンタム級ワンマッチ 5分3R
○  ラッセル・ドーン vs.  マーカス・ブリメージ ×
3R終了 判定2-1（29-28、28-29、30-27）
第8試合 ミドル級ワンマッチ 5分3R
○  ユライア・ホール vs.  チアゴ・サントス ×
3R終了 判定3-0（29-28、29-28、30-27）
第9試合 ヘビー級ワンマッチ 5分3R
－  ステファン・ストルーフェ vs.  マット・ミトリオン －
ストルーフェの体調不良により中止
第10試合 UFC世界女子バンタム級タイトルマッチ 5分5R
○  ロンダ・ラウジー vs.  アレクシス・デイヴィス ×
1R 0:16 KO（パウンド）
※ラウジーが4度目の防衛に成功。
第11試合 UFC世界ミドル級タイトルマッチ 5分5R
○  クリス・ワイドマン vs.  リョート・マチダ ×
5R終了 判定3-0（49-45、48-47、49-46）
※ワイドマンが2度目の防衛に成功。

### 各賞
ファイト・オブ・ザ・ナイト： クリス・ワイドマン vs. リョート・マチダ
パフォーマンス・オブ・ザ・ナイト： ロンダ・ラウジー、ロブ・フォント
各選手にはボーナスとして5万ドルが支給された。